# Bosc de Karura
El bosc de Karura és un bosc urbà de Nairobi, la capital de Kenya. El bosc es va publicar l'any 1932 i és gestionat pel Servei Forestal de Kenya juntament amb l'Associació Forestal Comunitària dels Amics del Bosc de Karura.
El bosc de Karura té 1,041 hectàrees (2,570 acres) i consta de tres parts separades per les carreteres de Limuru i Kiambu. La part central gran és aproximadament 710 hectàrees (1,800 acres); la part de Sigria cap a l'oest és aproximadament  250 hectàrees (620 acres). La part a l'est de la carretera de Kiambu s'ha dessignat per a prioritats nacionals especials. El bosc acull unes 200 espècies d'ocells, així com  antílops, Duiquers de Harvey, porcs espins, esquirols, llebres, ratpenats de la fruita i diversos rèptils i papallones.
Per la seva proximitat a una ciutat en creixement, en ocasions s'ha plantejat reduir el bosc per urbanitzar algunes parts. No obstant, aquestos plans han generat polèmiques amb els conservacionistes. A finals de la dècada de 1990 es van definir projectes d'habitatges que haurien extirpat porcions del bosc. Els conservacionistes, liderats per Wangari Maathai, líder del Moviment del Cinturó Verd que més tard va ser nominar al Premi Nobel de la Pau, van dur a terme una campanya molt publicitada per salvar el bosc. El bosc de Karura també es va convertir en un símbol contra els polèmics acaparaments de terres a Kenya.